# Мижирицький Мойсей Юхимович
Мойсе́й Юхи́мович Мижирицький (Мойше Лібес) (* 15 травня 1901, Хабне на Київщині — † 1951) — дослідник і пропагандист єврейської літератури, кандидат філологічних наук.

## Життєпис
Народився в сім'ї дрібного ремісника, початкову освіту здобув у місцевій школі. Переїхав до Києва, навчався на робітфаці, поступив у Московський університет на єврейське відділення філологічного факультету.
По закінченні навчання повернувся до Києва, проходить аспірантуру Інституту єврейської культури АН УРСР.
Після захисту кандидатської запрошений в цей же інститут як старший науковий працівник, після його ліквідації переходить до Кабінету єврейської культури при АН УРСР в Києві.
З 1924 року друкується в періодиці — критичні статті та наукові розвідки щодо питань єврейської літератури.
Брав активну участь у діяльності ВУСППу, був делегатом І установчого з'їзду письменників, після утворення Всесоюзної спілки став одним із перших її членів.
Побачили світ його монографія про єврейського прозаїка Давида Бергельсона та збірка «Етюди», літературні портрети: Давида Гофштейна, Іцика Фефера, Іллі Шехтмана.
В часі Другої світової війни був евакуйований до Башкирії, проживав в Уфі, працював у Кабінеті єврейської культури, дописував в орган Антифашистського єврейського комітету — газету «Ейнікайт».
1945 повернувся до Києва, працює в системі АН УРСР.
В кінці 1940-х за вказівкою «отця всіх народів» серед інших, ліквідований і Кабінет єврейської культури, а всі його співробітники звільнені чи заарештовані, Мижирицький лишився безробітним.
16 липня 1951, незважаючи на тяжку хворобу, заарештований — за «злочинні зв'язки з Антифашистським єврейським комітетом, шпигунську діяльність та сіоністську пропаганду», 10 років виправно-трудових таборів суворого режиму.
Морально та фізично знищений, помер на шляху до Магадана в арештантському вагоні. У картці про смерть записано: «Помер від тяжкого інсульту».
В січні 1957 на клопотання Спілки письменників України Верховний Суд СРСР скасував постанову Особливої наради за відсутністю в діях останнього складу злочину. Реабілітований посмертно.

## Джерело
- Українське життя в Севастополі [Архівовано 18 листопада 2017 у Wayback Machine.]